# Ceyhun Əliyev
Ceyhun Yaşar oğlu Əliyev (ur. 15 marca 1986) – azerski zapaśnik startujący w stylu wolnym. Zajął ósme miejsce w Pucharze Świata w 2009. Siódmy na wojskowych MŚ w 2010 roku.